# Grand Prix automobile d'Inde 2013
GP précédent GP suivant
Le Grand Prix automobile d'Inde 2013 (2013 Formula 1 Airtel Indian Grand Prix), disputé le 27 octobre 2013 sur le circuit international Buddh, est la 894e épreuve du championnat du monde de Formule 1 courue depuis 1950. Il s'agit de la troisième édition du Grand Prix d'Inde comptant pour le championnat du monde de Formule 1 et la seizième manche du championnat 2013. Sebastian Vettel et son écurie Red Bull Racing y remportent leur quatrième titre mondial consécutif. 
Sebastian Vettel reste invaincu dans l'exercice des qualifications sur le circuit Buddh : il obtient sa troisième pole position en autant de Grands Prix d'Inde, sa septième de la saison et la quarante-troisième de sa carrière. Avec en ligne de mire un quatrième titre mondial consécutif, le pilote allemand repousse Nico Rosberg à plus de sept dixièmes de seconde. Lewis Hamilton et Mark Webber partent de la deuxième ligne, Felipe Massa et Kimi Räikkönen de la troisième tandis que Fernando Alonso, qui reste l'unique rival de Vettel pour la conquête du titre mondial, ne réalise que le huitième temps. Romain Grosjean, en raison d'un mauvais choix de pneumatiques échoue lors de la première manche des qualifications et s'élance de la neuvième ligne avec le dix-septième temps. 
En remportant sa dixième victoire de la saison à l'issue des soixante tours de course, Sebastian Vettel s'adjuge son quatrième titre de champion du monde consécutif. Il rejoint Alain Prost au palmarès et égale les séries victorieuses de Juan Manuel Fangio dans les années 1950 et de Michael Schumacher dans les années 2000. Il bat également un nouveau record de précocité en étant sacré pour la quatrième fois à seulement 26 ans. 
Sur le podium, Vettel devance Nico Rosberg et Romain Grosjean au terme d'une épreuve où les choix de pneumatiques et la stratégie en découlant se sont avérés déterminants ; suivent pour l'attribution des points, Felipe Massa, Sergio Pérez, Lewis Hamilton, Kimi Räikkönen, Paul di Resta, Adrian Sutil et Daniel Ricciardo. Mark Webber n'a pu assurer le doublé pour des Red Bull dominatrices en raison d'un problème d'alternateur provoquant son abandon à vingt tours de l'arrivée.   
Vettel compte désormais 322 points et accroît encore son avance sur Fernando Alonso qui, en terminant onzième de la course, reste à 207 points. Raïkkönen, avec 183 points, peut encore ravir à Alonso la deuxième place du championnat. Lewis Hamilton, avec 169 points augmente son avance sur Webber, qui reste bloqué à 148 points et voit se rapprocher Rosberg (144 points). Grosjean est désormais septième, à égalité de points (102 points) avec Massa.
Le sacre de Vettel s'accompagne de celui de son écurie au classement des constructeurs. Red Bull Racing obtient son quatrième titre consécutif et, avec 470 points, devance désormais de 157 points Mercedes (313 points) qui ravit la deuxième place à Ferrari (309 points) ; suivent Lotus (285 points), McLaren (93 points), Force India (68 points), Sauber (45 points), Toro Rosso (32 points) et Williams (1 point). Neuf des onze écuries engagées au championnat ont marqué des points, Caterham et Marussia n'en ayant pas encore inscrit.

## Essais libres

### Première séance, le vendredi de 10 h à 11 h 30
| Pos. | Pilote           | Voiture          | Chrono         | Écart     |
| ---- | ---------------- | ---------------- | -------------- | --------- |
| 1    | Sebastian Vettel | Red Bull-Renault | 1 min 26 s 683 |           |
| 2    | Mark Webber      | Red Bull-Renault | 1 min 26 s 871 | + 0 s 188 |
| 3    | Nico Rosberg     | Mercedes         | 1 min 26 s 899 | + 0 s 216 |
| 4    | Romain Grosjean  | Lotus-Renault    | 1 min 26 s 990 | + 0 s 307 |
| 5    | Lewis Hamilton   | Mercedes         | 1 min 27 s 227 | + 0 s 544 |
| 6    | Jenson Button    | McLaren-Mercedes | 1 min 27 s 335 | + 0 s 652 |

La température ambiante est de 27 °C et a piste est à 33 °C au début de la première séance d'essais du Grand Prix d'Inde. Pastor Maldonado, dont le contrat avec Williams F1 Team n'a toujours pas été reconduit et dont la place est convoitée par Felipe Massa, évincé par la Scuderia Ferrari pour 2014, est le premier pilote en piste pour effectuer son tour d'installation. Lewis Hamilton, percute légèrement le muret et endommage un élément de son aileron avant,,. 
Il faut attendre près d'une demi-heure pour revoir les pilotes en piste après leur tour d'installation. Sergio Pérez fixe le temps de référence en 1 min 30 s 953 puis l'améliore à deux reprises (1 min 29 s 324 et 1 min 28 s 207). Le Mexicain est relayé en tête par son coéquipier Jenson Button (1 min 27 s 995) puis par Nico Rosberg, en deux temps (1 min 27 s 937 et 1 min 27 s 217),,. 
Fernando Alonso améliore en 1 min 27 s 196 puis rentre au stand, dans l'impossibilité de passer les rapports de sa boîte de vitesses. Il ne reprend la piste que pour les vingt dernières minutes de la séance et n'effectue ainsi que six tours quand Jean-Éric Vergne aura le temps d'en faire vingt-cinq. Rosberg reprend son bien en 1 min 26 s 899 mais Vettel passe ensuite en tête en 1 min 26 s 683. Il devance Rosberg, Romain Grosjean, Mark Webber, Button et Pérez. L'écurie McLaren Racing teste différentes configurations d'ailerons avant lorsque Webber se place deuxième à 188 millièmes de son coéquipier qui conserve sa position jusqu'à la fin de la séance,,. 
Daniel Ricciardo est resté longtemps au stand en début de session, ses mécaniciens s'affairant sur la transmission de sa monoplace. Chez Lotus F1 Team, les Lotus E21 sont modifiées au niveau des rétroviseurs et des freins et Kimi Räikkönen n'a bouclé que dix-huit tours,,. 
- James Calado, pilote essayeur chez Force India, remplace Paul di Resta, malade, lors de cette séance d'essais.

### Deuxième séance, le vendredi de 14 h à 15 h 30
| Pos. | Pilote           | Voiture          | Chrono         | Écart     |
| ---- | ---------------- | ---------------- | -------------- | --------- |
| 1    | Sebastian Vettel | Red Bull-Renault | 1 min 25 s 722 |           |
| 2    | Mark Webber      | Red Bull-Renault | 1 min 26 s 011 | + 0 s 289 |
| 3    | Romain Grosjean  | Lotus-Renault    | 1 min 26 s 220 | + 0 s 498 |
| 4    | Lewis Hamilton   | Mercedes         | 1 min 26 s 399 | + 0 s 677 |
| 5    | Fernando Alonso  | Ferrari          | 1 min 26 s 430 | + 0 s 708 |
| 6    | Nico Rosberg     | Mercedes         | 1 min 26 s 582 | + 0 s 860 |

La température ambiante est de 30 °C et la piste à 38 °C au départ de la deuxième séance d'essais libres. Fernando Alonso, dont la première séance d'essais a été perturbée par un problème de boîte de vitesses est rassuré car l'intervention des mécaniciens n'entre pas dans le cadre de celles pouvant coûter cinq places de pénalité sur la grille de départ. Les pilotes s'élancent rapidement en piste et Kimi Räikkönen fixe le temps de référence en 1 min 28 s 419,,. 
Jenson Button se plaint du manque d'adhérence de son train arrière dans les courbes rapides tandis que Nico Rosberg et Nico Hülkenberg sont victimes de sous-virage. Lewis Hamilton se porte en tête en 1 min 28 s 146 mais son temps est battu par Romain Grosjean (1 min 27 s 531). Sebastian Vettel est victime d'un problème de SREC et son équipe lui demande de poursuivre sans l'utiliser ; il améliore en deux temps (1 min 27 s 360 puis 1 min 27 s 059). Son coéquipier Mark Webber passe alors en tête en 1 min 27 s 011 mais son temps est battu d'un millième de seconde par Nico Rosberg (1 min 27 s 010),,.
À une heure avant le drapeau à damier, Vettel chausse ses pneus tendres et se replace immédiatement en tête du classement en 1 min 25 s 722. Les autres pilotes l'imitent et reprennent la piste avec le mélange le plus tendre de Pirelli ; personne ne parvient toutefois à le battre, Vettel est plus rapide de près de trois dixièmes de seconde que Webber et devance d'une demi-seconde Grosjean,,.
En fin de séance, les équipes effectuent de longs relais avec les deux mélanges de gomme afin de préparer les stratégies de course. Pastor Maldonado rencontre un problème de moyeu à l'avant-droit et doit s'arrêter en piste. Red Bull Racing, McLaren Racing et Mercedes Grand Prix se plaignent de la grande fragilité des pneus tendres qui perdent toute efficacité après seulement quatre à cinq tours,,.

### Troisième séance, le samedi de 11 h 20 à 12 h
| Pos. | Pilote           | Voiture          | Chrono         | Écart     |
| ---- | ---------------- | ---------------- | -------------- | --------- |
| 1    | Sebastian Vettel | Red Bull-Renault | 1 min 25 s 332 |           |
| 2    | Mark Webber      | Red Bull-Renault | 1 min 25 s 892 | + 0 s 560 |
| 3    | Fernando Alonso  | Ferrari          | 1 min 26 s 430 | + 0 s 773 |
| 4    | Nico Hülkenberg  | Sauber-Ferrari   | 1 min 26 s 306 | + 0 s 974 |
| 5    | Romain Grosjean  | Lotus-Renault    | 1 min 26 s 350 | + 1 s 108 |
| 6    | Felipe Massa     | Ferrari          | 1 min 26 s 435 | + 1 s 103 |

La troisième et dernière séance d'essais libres commence avec un retard de vingt minutes car un épais brouillard enveloppe le circuit international Buddh. La visibilité est jugée trop mauvaise pour que l'hélicoptère médical puisse décoller, ce qui empêche les monoplaces de prendre la piste. La réglementation imposant un délai de deux heures entre la fin des essais et le début de la séance de qualification, la session ne dure que quarante minutes. Esteban Gutiérrez, Mark Webber et Daniel Ricciardo s'élancent dès l'ouverture de la piste et Gutiérrez, qui se plaint de survirage, établit le temps de référence en 1 min 30 s 709,,. 
Le Mexicain est relayé en tête du classement par Mark Webber (1 min 27 s 879), Felipe Massa (1 min 27 s 865) et son coéquipier Fernando Alonso (1 min 27 s 792). Webber repasse un temps en tête en 1 min 27 s 180, puis s'efface derrière Pérez (1 min 27 s 136) et Alonso (1 min 27 s 011),,.
À moins de trente minutes du drapeau à damier Sebastian Vettel monte le premier en piste avec des pneus tendres et il prend la tête du classement en 1 min 25 s 332 dès son premier tour lancé ; personne ne parvient à améliorer. Christian Horner confirme que les pneus durs se révèlent très endurants alors que les pneus tendres, s'ils sont très performants, s'usent extrêmement vite sur ce circuit,,.
Durant cette séance, Esteban Gutiérrez effectue un long vol plané en abordant trop franchement un vibreur, Max Chilton part en tête-à-queue sans gravité et  Nico Hülkenberg renverse un de ses mécaniciens dans les stand, sans le blesser,,.

## Séance de qualifications

### Résultats des qualifications

#### Session Q1
La température ambiante est de 30 °C et la piste est à 39 °C au début de la première phase de la séance qualificative du Grand Prix d'Inde. Sebastian Vettel, qui a dominé les trois séances d'essais libres, part favori pour l'obtention de la pole position. À l'issue des essais libres, il apparaît que la différence de temps au tour entre les pneus tendres et durs avoisine les 8 dixièmes de seconde. Le composé le plus dur proposé par Pirelli se révèle ainsi peu performant mais reste l'unique solution pour obtenir de bonnes performances sur les longs relais, les pneus tendres se dégradant très vite. Les pilotes s'élancent rapidement en piste et Esteban Gutiérrez établit le premier tour chronométré en 1 min 27 s 529,,.
Plusieurs pilotes, chaussés soit en pneus durs soit en tendres, se relayent en tête du classement ; Nico Rosberg tourne en 1 min 26 s 622 et Sergio Pérez, malgré un fort survirage, en 1 min 26 s 552 puis en 1 min 26 s 533. Rosberg, toujours en pneus durs, repasse en tête en 1 min 26 s 252, de même que Gutiérrez, en pneus tendres, en 1 min 26 s 057,,. 
Après onze minutes, Romain Grosjean, Sebastian Vettel, Mark Webber et Fernando Alonso n'ont toujours pas pris la piste afin d'économiser leurs trains de pneus et de bénéficier de moins de trafic en piste. Alonso et Webber s'élancent en pneus tendres tandis que Vettel opte pour les pneus durs. L'Espagnol prend le commandement grâce à un tour bouclé en 1 min 25 s 934 ; il ne bat Gutierrez que d'un dixième de seconde et, quelques instants plus tard, Vettel chaussé de pneus durs moins performants, tourne dans le même temps qu'Alonso. Paul di Resta, en pneus tendres, passe en tête en 1 min 25 s 908 mais sa performance est améliorée par Kimi Räikkönen (1 min 25 s 819),,. 
Romain Grosjean et Lotus prennent le pari de rester en pneus durs durant toute la séance (contrairement à Räikkönen qui passe en pneus tendres en fin de session) et, petit à petit, chute au classement jusqu'à se trouver sous la menace de toutes les voitures en tendres. Mark Webber, en pneus tendres, accède à la première place en 1 min 25 s 665 et devance désormais Daniel Ricciardo. Les temps s'améliorent au fil des tours et, finalement, Jenson Button réalise la meilleure performance de la session en 1 min 25 s 574 alors que Grosjean descend jusqu'à la dix-septième position et ne peut pas prendre pas part à la phase Q2. Les six pilotes éliminés sont Max Chilton et son coéquipier Jules Bianchi, Charles Pic et son coéquipier Giedo van der Garde, Pastor Maldonado et Romain Grosjean,,.

#### Session Q2
Kimi Räikkönen est le premier pilote à s'élancer sur une piste qui évolue au fil des tours à cause des dépôts de gomme. Tous les pilotes font le choix de chausser les pneus tendres, certains optant pour des trains neufs, d'autres pour des pneus usagés. Le Finlandais, en tendres usagés, établit le temps de référence en 1 min 26 s 279,,.
Alonso, de très mauvaise humeur à cause d'un dysfonctionnement de sa radio de bord, améliore de sept dixièmes de seconde en 1 min 25 s 546 et précède de quelques centième de secondes son coéquipier Felipe Massa. Les deux Mercedes Grand Prix prennent le commandement de la séance à huit minutes de la fin. Lewis Hamilton tourne en 1 min 25 s 495 puis Nico Rosberg en 1 min 25 s 337,,.
Comme lors de la phase précédente, les pilotes Red Bull Racing restent dans leur stand le plus longtemps possible ; McLaren Racing opte pour une stratégie similaire qui s'avère payante puisque Jenson Button se lance pour un seul tour et accède à la deuxième place dès son premier tour lancé. Il faut attendre encore quelques instants pour voir les Red Bull et la Sauber d'Esteban Gutiérrez en piste,,.
Les deux monoplaces autrichiennes, en pneus tendres neufs, réussissent à nouveau leur pari : Sebastian Vettel passe en tête en 1 min 24 s 568 et devance son coéquipier Mark Webber d'une demi-seconde (1 min 25 s 097). En fin de session, Alonso s'intercale entre les deux Red Bull (1 min 24 s 885) tandis que les Scuderia Toro Rosso et les Force India luttent pour accéder à la dernière phase des qualifications. Les six pilotes éliminés sont Gutiérrez, Valtteri Bottas, Jean-Éric Vergne et son coéquipier Ricciardo, Adrian Sutil et son coéquipier Paul di Resta,,.

#### Session Q3
Les deux Red Bull Racing semblent intouchables au moment de commencer la dernière phase de qualification. La surprise peut venir d'une stratégie privilégiant un départ en pneus durs, moins performants en qualifications mais qui semblent les plus adaptés aux longs relais sur ce circuit. Sebastian Vettel et Lewis Hamilton sortent en pneus tendres, visant la pole position ; Fernando Alonso et Mark Webber s'élancent en pneus durs. Chez McLaren Racing, Sergio Pérez est en pneus tendres et Jenson Button en durs usagés. Felipe Massa, Kimi Räikkönen et Nico Hülkenberg restent dans leur garage et ne tenteront qu'une seule sortie,,.
Fernando Alonso fixe le temps de référence en 1 min 25 s 826 et est immédiatement battu par Vettel qui s'installe en tête du classement en 1 min 24 s 119 pour son premier tour lancé ; personne ne parvient à améliorer,,. 
Webber concède un peu plus d'une seconde à son coéquipier et relègue Alonso à 7 dixièmes de seconde. Hamilton rentre au stand sans terminer son premier tour lancé. À trois minutes de la fin de séance, seuls Vettel, Webber et Alonso ont établi un temps. Dans les derniers instants de la session, toutes les monoplaces reprennent la piste. Les deux McLaren misent sur les gommes dures pour le départ du Grand Prix, de même que Webber et Alonso. Avec les tendres, les Mercedes Grand Prix ne sont pas en mesure d'inquiéter Vettel mais accèdent aux deuxième et troisième places sur la grille. Webber, en pneus durs, se classe quatrième. En sérieuses difficultés durant toute la séance, Fernando Alonso, partira huitième en pneus durs mediums, derrière son coéquipier Felipe Massa et Kimi Räikkönen mais devant Sergio Pérez et Jenson Button. Sebastian Vettel réalise la quarante-troisième pole position de sa carrière, sa septième de la saison, sa troisième consécutive sur ce circuit,,.

### Grille de départ

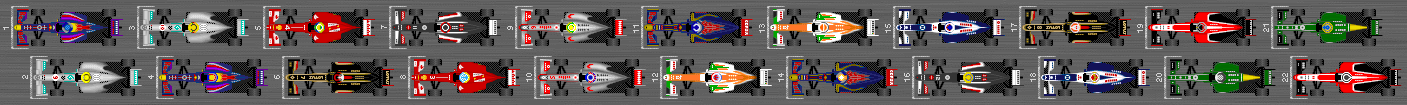
La grille de qualification et de départ du Grand Prix d'Inde 2013.

| Pos.                                                                                      | Pilote              | Écurie               | Qualifications 1 | Qualifications 2 | Qualifications 3 |
| ----------------------------------------------------------------------------------------- | ------------------- | -------------------- | ---------------- | ---------------- | ---------------- |
| 1                                                                                         | Sebastian Vettel    | Red Bull-Renault     | 1 min 25 s 943   | 1 min 24 s 568   | 1 min 24 s 119   |
| 2                                                                                         | Nico Rosberg        | Mercedes             | 1 min 25 s 893   | 1 min 25 s 304   | 1 min 24 s 871   |
| 3                                                                                         | Lewis Hamilton      | Mercedes             | 1 min 25 s 802   | 1 min 25 s 259   | 1 min 24 s 941   |
| 4                                                                                         | Mark Webber         | Red Bull-Renault     | 1 min 25 s 665   | 1 min 25 s 097   | 1 min 25 s 047   |
| 5                                                                                         | Felipe Massa        | Ferrari              | 1 min 25 s 793   | 1 min 25 s 389   | 1 min 25 s 201   |
| 6                                                                                         | Kimi Räikkönen      | Lotus-Renault        | 1 min 25 s 819   | 1 min 25 s 191   | 1 min 25 s 248   |
| 7                                                                                         | Nico Hülkenberg     | Sauber-Ferrari       | 1 min 25 s 883   | 1 min 25 s 339   | 1 min 25 s 334   |
| 8                                                                                         | Fernando Alonso     | Ferrari              | 1 min 25 s 934   | 1 min 24 s 885   | 1 min 25 s 826   |
| 9                                                                                         | Sergio Pérez        | McLaren-Mercedes     | 1 min 26 s 107   | 1 min 25 s 365   | 1 min 26 s 153   |
| 10                                                                                        | Jenson Button       | McLaren-Mercedes     | 1 min 25 s 574   | 1 min 25 s 458   | 1 min 26 s 487   |
| 11                                                                                        | Daniel Ricciardo    | Toro Rosso-Ferrari   | 1 min 25 s 673   | 1 min 25 s 519   |                  |
| 12                                                                                        | Paul di Resta       | Force India-Mercedes | 1 min 25 s 907   | 1 min 25 s 711   |                  |
| 13                                                                                        | Adrian Sutil        | Force India-Mercedes | 1 min 26 s 164   | 1 min 25 s 740   |                  |
| 14                                                                                        | Jean-Éric Vergne    | Toro Rosso-Ferrari   | 1 min 26 s 155   | 1 min 25 s 798   |                  |
| 15                                                                                        | Valtteri Bottas     | Williams-Renault     | 1 min 26 s 178   | 1 min 26 s 134   |                  |
| 16                                                                                        | Esteban Gutiérrez   | Sauber-Ferrari       | 1 min 26 s 057   | 1 min 26 s 336   |                  |
| 17                                                                                        | Romain Grosjean     | Lotus-Renault        | 1 min 26 s 577   |                  |                  |
| 18                                                                                        | Pastor Maldonado    | Williams-Renault     | 1 min 26 s 842   |                  |                  |
| 19                                                                                        | Jules Bianchi       | Marussia-Cosworth    | 1 min 26 s 970   |                  |                  |
| 20                                                                                        | Giedo van der Garde | Caterham-Renault     | 1 min 27 s 105   |                  |                  |
| 21                                                                                        | Charles Pic         | Caterham-Renault     | 1 min 27 s 487   |                  |                  |
| 22                                                                                        | Max Chilton         | Marussia-Cosworth    | 1 min 28 s 138   |                  |                  |
| Temps minimal à réaliser pour la qualification : 1 min 31 s 564 (107 % de 1 min 25 s 574) |                     |                      |                  |                  |                  |

## Course

### Déroulement de l'épreuve
La température ambiante est de 30 °C au départ du Grand Prix d'Inde où Sebastian est en pole position devant les deux Mercedes. La course doit faire la part belle à la stratégie car les trois premiers pilotes sur la grille s'élancent en pneus tendres très fragiles sur ce circuit : ils ne tiennent que quelques tours et génèrent un important phénomène de bullage ; Ces pilotes seront confrontés à un fort trafic après leur premier arrêt quand ils reprendront la piste parmi le peloton de monoplaces parties en pneus durs. Derrière eux, Mark Webber, Fernando Alonso et les deux pilotes McLaren Racing sont en pneus durs capables de résister à de longs relais,,.
Les vingt-deux monoplaces s'alignent sur la grille de départ et, à l'extinction des feux, malgré un départ moyen, Vettel réussit à contenir les Mercedes. Lewis Hamilton prend le meilleur sur Nico Rosberg et, quelques hectomètres plus loin, Felipe Massa, auteur d'un départ parfaitement maîtrisé, attaque les deux Mercedes au virage no 4, prend l'avantage et accède ainsi à la deuxième place. Webber, victime d'un double contact avec Alonso et Räikkönen, chute en septième position alors que les commissaires de piste constatent que Esteban Gutiérrez a volé le départ et lui infligent un drive-through. Un accrochage entre Giedo van der Garde et Max Chilton provoque l'abandon du pilote Caterham,,. 
Au premier passage sur la ligne de chronométrage, Vettel devance Massa, Rosberg, Hamilton, Nico Hülkenberg, Kimi Räikkönen, Webber, Sergio Pérez, Daniel Ricciardo, Alonso, Adrian Sutil, Pastor Maldonado et Jenson Button ; Romain Grosjean, qui s'élançait de la dix-septième place est seizième. Sebastian Vettel change ses pneus dès le troisième tour mais Fernando Alonso ne peut profiter de l'avantage conféré par ses pneus durs car il doit s'arrêter pour changer son aileron avant abîmé au départ après son contact avec Webber, lui-même touché par Räikkönen. Felipe Massa prend la tête de la course ; Vettel ressort dix-septième et Alonso vingtième,,.
Hülkenberg et Jules Bianchi s'arrêtent au sixième tour et le pilote allemand quitte les pneus tendres pour les durs. Button (qui étonnement fait la manœuvre inverse), Rosberg (passage en durs), Räikkönen, Massa, Hamilton et Maldonado stoppent entre le septième et le neuvième tour. Vettel effectue très rapidement une remontée au classement : il est quatrième au douzième tour d'une course menée par Webber devant Pérez et Riccardo ; ces pilotes ne se sont pas arrêtés, ayant pris le départ en pneus durs. Romain Grosjean s'arrête au quatorzième tour et Gutiérrez purge sa pénalité pour départ anticipé au dix-septième tour,,.
Très agressif, Vettel augmente son rythme et bat régulièrement le meilleur tour en course afin de se rapprocher de son coéquipier en tête qui ne va pas tarder à s'arrêter. Vettel est au contact de Pérez au dix-huitième tour ; le Mexicain, qui doit encore s'arrêter, dispose de pneus moins frais que Vettel qui le passe et prend la deuxième place dans le vingt-et-unième tour. Webber est désormais en tête devant Vettel, Pérez, Ricciardo, Sutil, Massa, Rosberg, Hamilton, Bottas et Hülkenberg ; Alonso n'est que quatorzième. Webber et Vettel tournant dans le même rythme, Vettel disposera d'une avance de dix secondes lorsque son coéquipier s'arrêtera. Les Mercedes, parties sur une stratégie similaire, perdent en moyenne une seconde au tour par rapport à Vettel,,.
Esteban Gutiérrez et Jean-Éric Vergne s'arrêtent au vingt-septième tour. Rosberg, Webber, Pérez, Chilton, Massa, Hamilton, di Resta, Alonso, Vettel, Valtteri Bottas, Webber, Button (qui repasse en durs et peut désormais tenter le pari de rallier l'arrivée sans s'arrêter à nouveau), Ricciardo, Pérez et Hülkenberg stoppent entre le vingt-huitième et le trente-quatrième tour. Le premier tour lancé de Webber en pneus tendres est plus rapide de deux secondes pleines que le temps au tour de Vettel. Hamilton et Massa, poursuivent leur lutte pour la troisième place et, après leur arrêt, Massa conserve son avantage sur son rival,,.
À l'issue de cette vague d'arrêts aux stands, Vettel mène l'épreuve devant Webber, Sutil qui ne s'est pas encore arrêté, Räikkönen, Rosberg, Grosjean, Massa, Ricciardo, Hamilton, Pérez, Hülkenberg, Maldonado et Alonso. Si les Red Bull Racing ne doivent en toute logique plus s'arrêter jusqu'à l’arrivée, le reste du classement risque d'évoluer en fonction des diverses stratégies de pneumatiques. Alonso s'arrête au trente-sixième tour, Ricciardo et Maldonado au trente-neuvième lorsque Mark Webber, en panne d'alternateur, abandonne au tour suivant. Vettel devance désormais Räikkönen de 25 secondes, Sutil de 35 s, Rosberg de 36 s, Grosjean de 39 s et Massa de 42 s ; suivent Hamilton, Pérez, Hülkenberg, di Resta, Bottas, Gutiérrez, Ricciardo et Alonso,,.
Sutil effectue son unique arrêt dans le quarante-deuxième tour et reprend la piste neuvième. Hülkenberg effectue son dernier arrêt au cinquante-cinquième tour et chute de la huitième à la quinzième place avant d'abandonner sur problème de freins. En fin de course, Romain Grosjean et Felipe Massa dépassent Kimi Räikkönen, en grande difficulté avec des pneumatiques totalement usés. Le Finlandais s'incline ensuite devant Hamilton et Pérez à quelques encablures de l'arrivée et doit même rentrer dans l'avant-dernier tour pour changer de pneus. Sebastian Vettel obtient sa dixième victoire de la saison, la sixième consécutive et remporte son quatrième titre mondial consécutif. L'Allemand rejoint Juan Manuel Fangio, Michael Schumacher et Alain Prost au palmarès des quadruples champions. Nico Rosberg et Romain Grosjean complètent le podium ; suivent pour les points Massa, Pérez, Hamilton, Räikkönen, di Resta, Sutil et Ricciardo,,.
Une fois son tour d'honneur effectué, Sebastien Vettel s'arrête au milieu de la ligne droite des stands au lieu de regagner le parc fermé, et lance sa RB9 dans une série de doughnuts, imprimant des ronds sur le bitume en soulevant un panache de fumée, avant de descendre de sa monoplace, de grimper dessus en levant les bras, puis d'aller se prosterner devant son museau. Ce geste fort apprécié du public indien vaut au quadruple champion du monde une réprimande de la part de la FIA et une amende de 25 000 euros à son écurie,.

### Classement de la course
| Pos. | no | Pilote              | Écurie               | Tours | Temps/Abandon                      | Grille | Points |
| ---- | -- | ------------------- | -------------------- | ----- | ---------------------------------- | ------ | ------ |
| 1    | 1  | Sebastian Vettel    | Red Bull-Renault     | 60    | 1 h 31 min 12 s 187 (202,131 km/h) | 1      | 25     |
| 2    | 9  | Nico Rosberg        | Mercedes             | 60    | + 29 s 823                         | 2      | 18     |
| 3    | 8  | Romain Grosjean     | Lotus-Renault        | 60    | + 39 s 892                         | 17     | 15     |
| 4    | 4  | Felipe Massa        | Scuderia Ferrari     | 60    | + 41 s 692                         | 5      | 12     |
| 5    | 6  | Sergio Pérez        | McLaren-Mercedes     | 60    | + 43 s 829                         | 9      | 10     |
| 6    | 10 | Lewis Hamilton      | Mercedes             | 60    | + 52 s 475                         | 3      | 8      |
| 7    | 7  | Kimi Räikkönen      | Lotus-Renault        | 60    | + 1 min 07 s 988                   | 6      | 6      |
| 8    | 14 | Paul di Resta       | Force India-Mercedes | 60    | + 1 min 12 s 868                   | 12     | 4      |
| 9    | 15 | Adrian Sutil        | Force India-Mercedes | 60    | + 1 min 14 s 734                   | 13     | 2      |
| 10   | 19 | Daniel Ricciardo    | Toro Rosso-Ferrari   | 60    | + 1 min 16 s 237                   | 11     | 1      |
| 11   | 3  | Fernando Alonso     | Ferrari              | 60    | + 1 min 18 s 297                   | 8      |        |
| 12   | 16 | Pastor Maldonado    | Williams-Renault     | 60    | + 1 min 18 s 951                   | 18     |        |
| 13   | 18 | Jean-Éric Vergne    | Toro Rosso-Ferrari   | 59    | + 1 tour                           | 14     |        |
| 14   | 5  | Jenson Button       | McLaren-Mercedes     | 59    | + 1 tour                           | 10     |        |
| 15   | 12 | Esteban Gutiérrez   | Sauber-Ferrari       | 59    | + 1 tour                           | 16     |        |
| 16   | 17 | Valtteri Bottas     | Williams-Renault     | 59    | + 1 tour                           | 15     |        |
| 17   | 23 | Max Chilton         | Marussia-Cosworth    | 58    | + 2 tours                          | 22     |        |
| 18   | 22 | Jules Bianchi       | Marussia-Cosworth    | 58    | + 2 tours                          | 19     |        |
| 19   | 11 | Nico Hülkenberg     | Sauber-Ferrari       | 54    | Freins                             | 7      |        |
| Abd. | 2  | Mark Webber         | Red Bull-Renault     | 39    | Alternateur                        | 4      |        |
| Abd. | 20 | Charles Pic         | Caterham-Renault     | 35    | Hydraulique                        | 21     |        |
| Abd. | 21 | Giedo van der Garde | Caterham-Renault     | 1     | Accrochage avec Chilton            | 20     |        |

### Pole position et record du tour
- Pole position :  Sebastian Vettel (Red Bull-Renault) en 1 min 24 s 119 (219,332 km/h)[27].
- Meilleur tour en course :  Kimi Räikkönen (Lotus-Renault) en 1 min 27 s 679 (210,427 km/h) au soixantième tour[28].

### Tours en tête
- Sebastian Vettel : 33 tours (1-2 / 29-31 / 33-60)[29]
- Felipe Massa : 6 tours (3-8)
- Mark Webber : 21 tours (9-28 / 32)

## Classements généraux à l'issue de la course
| Pos.     | Pilote            | Écurie               | Points |
| -------- | ----------------- | -------------------- | ------ |
| Champion | Sebastian Vettel  | Red Bull-Renault     | 322    |
| 2        | Fernando Alonso   | Ferrari              | 207    |
| 3        | Kimi Räikkönen    | Lotus-Renault        | 183    |
| 4        | Lewis Hamilton    | Mercedes             | 169    |
| 5        | Mark Webber       | Red Bull-Renault     | 148    |
| 6        | Nico Rosberg      | Mercedes             | 144    |
| 7        | Romain Grosjean   | Lotus-Renault        | 102    |
| 8        | Felipe Massa      | Ferrari              | 102    |
| 9        | Jenson Button     | McLaren-Mercedes     | 60     |
| 10       | Paul di Resta     | Force India-Mercedes | 40     |
| 11       | Nico Hülkenberg   | Sauber-Ferrari       | 39     |
| 12       | Sergio Pérez      | McLaren-Mercedes     | 33     |
| 13       | Adrian Sutil      | Force India-Mercedes | 28     |
| 14       | Daniel Ricciardo  | Toro Rosso-Ferrari   | 19     |
| 15       | Jean-Éric Vergne  | Toro Rosso-Ferrari   | 13     |
| 16       | Esteban Gutiérrez | Sauber-Ferrari       | 6      |
| 17       | Pastor Maldonado  | Williams-Renault     | 1      |

| Pos.     | Écurie               | Points |
| -------- | -------------------- | ------ |
| Champion | Red Bull-Renault     | 470    |
| 2        | Mercedes             | 313    |
| 3        | Ferrari              | 309    |
| 4        | Lotus-Renault        | 285    |
| 5        | McLaren-Mercedes     | 93     |
| 6        | Force India-Mercedes | 68     |
| 7        | Sauber-Ferrari       | 45     |
| 8        | Toro Rosso-Ferrari   | 32     |
| 9        | Williams-Renault     | 1      |

## Statistiques
Le Grand Prix d'Inde 2013 représente :
- la 43e pole position de sa carrière pour Sebastian Vettel[32] ;
- la 36e victoire de sa carrière pour Sebastian Vettel, sa sixième consécutive[33] ;
- la 44e victoire pour Red Bull Racing en tant que constructeur[34] ;
- la 162e victoire pour Renault en tant que motoriste[35].

Au cours de ce Grand Prix :
- Sebastian Vettel, à 26 ans, 3 mois et 24 jours, devient le plus jeune quadruple champion du monde de la discipline[36] ;
- Red Bull Racing remporte son quatrième titre de champion du monde des constructeurs[37] ;
- Felipe Massa passe la barre des 800 points inscrits en championnat du monde (806 points)[38] ;
- Ferrari égale le récent record (établi entre Bahreïn 2010 et Monaco 2013) de McLaren Racing avec 64 Grands Prix consécutifs terminés dans les points[39] ;
- Tom Kristensen, nonuple vainqueur des 24 Heures du Mans et sextuple vainqueur des 12 Heures de Sebring, est nommé assistant des commissaires de course pour ce Grand Prix.